# Reichsstraße 399
Die Reichsstraße 399 (R 399) wurde während des Zweiten Weltkriegs als Reichsstraße des Deutschen Reichs eingerichtet; sie verlief von Düren bis zur heutigen deutsch-belgischen Grenze bei Kalterherberg auf dem Gebiet der Rheinprovinz, wo sie weiterhin als Bundesstraße 399 geführt wird, und im 1940 vom Deutschen Reich annektierten Gebiet von Eupen und Malmedy über Bütgenbach nach Sankt Vith, wo sie an der Reichsstraße 57 endete.